# Ługi Wałeckie
Ługi Wałeckie (deutsch Karlsruhe, früher Karlsruh) ist ein Dorf in der Landgemeinde (Gmina) Wałcz (Deutsch Krone) im Powiat Wałecki (Deutsch Kroner Kreis) der polnischen Woiwodschaft Westpommern.

## Geographische Lage
Das Dorf liegt im Netzedistrikt im ehemaligen Westpreußen, etwa neun Kilometer südwestlich von Deutsch Krone (Wałcz), sechs Kilometer östlich von Preußendorf (Prusinowo Wałeckie) und 3½ Kilometer südlich von Stranz (Strączno).

## Geschichte
Die Grenzregion des Netzedistrikts, in der die Ortschaft liegt, hatte ursprünglich zum Herzogtum Pommern gehört, war vorübergehend unter polnische Herrschaft gelangt und dann an die Markgrafen von Brandenburg gekommen. Im Rahmen der Ersten Teilung Polen-Litauens wurde der Ort 1772 zusammen mit dem Landkreis Deutsch Krone mit Preußen wiedervereinigt.
Als eigenständiges Dorf besteht Karlsruhe erst seit dem 30. September 1928, als der zuvor zum Dorf und Rittergut Stranz gehörige Gutsbezirk Karlsruhe in eine Landgemeinde gleichen Namens umgewandelt wurde. Besitzer des Guts mit Brennerei und Ziegelei um 1896 war Leo Boldt. Schon im 19. Jahrhundert befand sich im Ort eine Ackerbauschule.
Um 1930 hatte die Gemeinde Karlsruhe eine 7,3 km² große Gemarkungsfläche, und im Gemeindegebiet befanden sich zwei Wohnplätze, auf denen insgesamt 15 bewohnte Wohnhäuser standen:
- Karlsruhe
- Paulshof, Vorwerk

Im Jahr 1945 gehörte Karlsruhe zum Landkreis Deutsch Krone im Regierungsbezirk Grenzmark Posen-Westpreußen der preußischen Provinz Pommern des Deutschen Reichs. Karlsruhe war dem Amtsbezirk Preußendorf zugeordnet.
Im Februar 1945 wurde Karlsruhe von der Roten Armee besetzt. Nach Beendigung der Kampfhandlungen wurde die Region seitens der sowjetischen Besatzungsmacht zusammen mit ganz Hinterpommern und der südlichen Hälfte Ostpreußens – militärische Sperrgebiete ausgenommen – der Volksrepublik Polen zur Verwaltung überlassen. Es wanderten nun Polen zu. Karlsruhe wurde unter der polnischen Ortsbezeichnung „Ługi Wałeckie“ verwaltet. In der Folgezeit wurde die einheimische Bevölkerung von der polnischen Administration aus Karlsruhe vertrieben.

### Demographie
| Jahr | Einwohner | Anmerkungen                                                      |
| ---- | --------- | ---------------------------------------------------------------- |
| 1864 | 144       | Gut, darunter 54 Evangelische und 90 Katholiken                  |
| 1910 | 222       | am 1. Dezember, Gut, darunter 97 Evangelische und 125 Katholiken |
| 1925 | 260       | am 16. Juni, darunter 143 Evangelische und 117 Katholiken        |
| 1933 | 260       | [ 7 ]                                                            |
| 1939 | 236       | [ 7 ]                                                            |